# Contagem
Contagem je město v Brazílii. Nachází se v centrální části státu Minas Gerais 21 kilometrů od města Belo Horizonte, hlavního města státu, přičemž je součástí jeho metropolitní oblasti. Dnes je město fakticky součástí souměstí s dominantním městem Belo Horizonte. V roce 2022 zde žilo přibližně 622 tisíc obyvatel. Významné je zejména jako průmyslové centrum regionu, přičemž se zaměřuje na těžký průmysl. Nachází se v nadmořské výšce přibližně 900 m n. m. 49 % populace Contagemu tvoří míšenci, 39 % běloši, 10 % černoši a 1 % asiaté.